# Obras completas de Florentino Ameghino
Obras completas y correspondencia científica de Florentino Ameghino, es una colección de libros publicados entre 1913 y 1936 en honor al paleontólogo argentino Florentino Ameghino.

## Historia de lasObras completas
Luego de la muerte de Florentino Ameghino, ocurrida de forma sorpresiva el 6 de agosto de 1911 en la ciudad de La Plata, cuando contaba con 57 años, se generó una polémica en relación con la mejor forma de honrar su memoria, en el marco de un culto cívico al sabio argentino. Desde el periódico socialista La Vanguardia, se exigió la publicación de las obras completas, en oposición a quienes planteaban la necesidad de erigir monumentos en su memoria.
Un año luego de su fallecimiento, el Gobierno de la Provincia de Buenos Aires aceptó por decreto la oferta de los hermanos de Florentino Ameghino, Juan y  Carlos, para publicar todas las obras científicas y la correspondencia por cuenta de la Provincia, editándose en el taller de impresiones oficiales. Además, ellos impusieron como condición que se contratara para estar a cargo a Alfredo J. Torcelli. Este era un destacado miembro del partido socialista que vivía en La Plata, amigo de la familia Ameghino y miembro del periódico La Vanguardia. A su vez, al momento de comenzar a editar la colección era diputado nacional. Torcelli se encargó, como editor y estudioso de las obras Ameghino de recopilar todas sus obras en varios volúmenes.Esta fue una tarea de importancia, dado que su obra se encontraba diseminada en diarios, revistas, folletos y libros. El escritor Leopoldo Lugones le sugirió a Torcelli que corrigiera el castellano de Ameghino, sin embargo, el editor, no siguió esta recomendación, respetando la obra original.
La colección finalmente logró recopilar los trabajos y correspondencias realizada por Ameghino a lo largo de los 56 años que vivió. En total se publicaron entre 1913 y 1936 unos 24 volúmenes que contaban con entre 700 y 800 páginas cada uno. En ellos se encuentran clasificaciones, estudios, comparaciones y descripciones de más de 9000 animales extintos, muchos de ellos descubiertos por él. La edición de las obras se pudo realizar con bastante regularidad, mediante entregas previstas en el índice del volumen anterior. En el año 1921 se tuvo que interrumpir por dos periodos gubernativos en el tomo XII, y recién en 1932, en la gobernación de Federico Martínez de Hoz volvió a editarse a partir del número XIII con el plan predicho once años antes. Finalmente, el último tomo, que contaba con los índices, se publicó en 1936 durante la gobernación de Manuel Fresco. El valor asignado a estas obras era tal, que las Obras completas fueron distribuidas en las bibliotecas públicas municipales y provinciales.

## Los Volúmenes
Las Obras completas y correspondencia científica de Florentino Ameghino, constaron de 24 volúmenes, organizados de la siguiente forma:
- Volumen I: Vida y obras del sabio.
- Volumen II: Primeros trabajos científicos.
- Volumen III: La antigüedad del hombre en el Plata.
- Volumen IV:
- Volumen V: Paraná y Monte Hermoso.
- Volumen VI: Los mamíferos fósiles de la República Argentina, parte I: Planungulados y unguiculados.
- Volumen VII: Los mamíferos fósiles de la República Argentina, parte II: Ungulados.
- Volumen VIII: Los mamíferos fósiles de la República Argentina, parte III: Homalodontes.
- Volumen IX: Mamíferos fósiles de la República Argentina: Atlas.
- Volumen X: Mamíferos fósiles de Patagonia y otras cuestiones.
- Volumen XI: Ungulados, aves y desdentados.
- Volumen XII: Primera sinopsis geológico paleontológica.
- Volumen XIII: Formaciones sedimentarias de Patagonia.
- Volumen XIV: Investigaciones de morfología filogenética en los molares superiores de los ungulados.
- Volumen XV:
- Volumen XVI:
- Volumen XVII:
- Volumen XVIII:
- Volumen XIX: Obras póstumas y truncas.
- Volumen XX:
- Volumen XXI:
- Volumen XXII: Correspondencia científica.
- Volumen XXIII: Correspondencia científica.
- Volumen XXIV: Índices generales